# Mark Goodacre
Mark Goodacre (* 23. März 1967 in Leicestershire, England) ist ein britischer Neutestamentler und Universitätsprofessor am Department of Religious Studies an der Duke University in Durham, North Carolina (USA). Goodacre hat ausführlich über das Synoptische Problem geforscht und publiziert, d. h. über die Fragen der Entstehungsgeschichte und den literarischen Zusammenhang der ersten drei Evangelien des Neuen Testaments (Matthäus, Markus, Lukas). Er verteidigt die Farrerhypothese, akzeptiert also die zeitliche Priorität des Markusevangeliums, verwirft aber die hypothetische Logienquelle Q. 

## Akademische Laufbahn
Goodacre besuchte 1985–1994 das Exeter College an der University of Oxford. Dort machte er auch seine beiden Master (MA und M.Phil.) und 1994 seine Promotion (D.Phil.). 1995–2005 war er Lecturer (ab 2002 Senior Lecturer) am Department of Theology and Religion an der University of Birmingham (UK). Spezialisiert hat er sich auf die Biografie und die Schriften des Paulus, die Frage nach dem historischen Jesus und die außerkanonischen Evangelien.

## Sonstiges
Er fungierte auch als Berater für zahlreiche Fernseh- und Radiosendungen zu neutestamentlichen Themen, z. B. 2001 bei der BBC-Serie Son of God.

## Werke
- The Case Against Q: Studies in Markan Priority and the Synoptic Problem, Harrisburg (Pasadena) 2002, ISBN 1-56338-334-9.
- The Synoptic Problem: A Way Through the Maze, T & T International: London 2001, ISBN 0-567-08056-0.
- Goulder and the Gospels: An Examination of a New Paradigm, Sheffield 1996, ISBN 1-85075-631-7.